# باشگاه فوتبال کروز آزول
کروز آزول (انگلیسی: Cruz Azul) از باشگاه‌های فوتبال شهر مکزیکوسیتی است که در دسته برتر فوتبال مکزیک بازی می‌کند و با ۷ قهرمانی و ۲ نائب‌قهرمانی رکورددار جام قهرمانان کونکاکاف است.

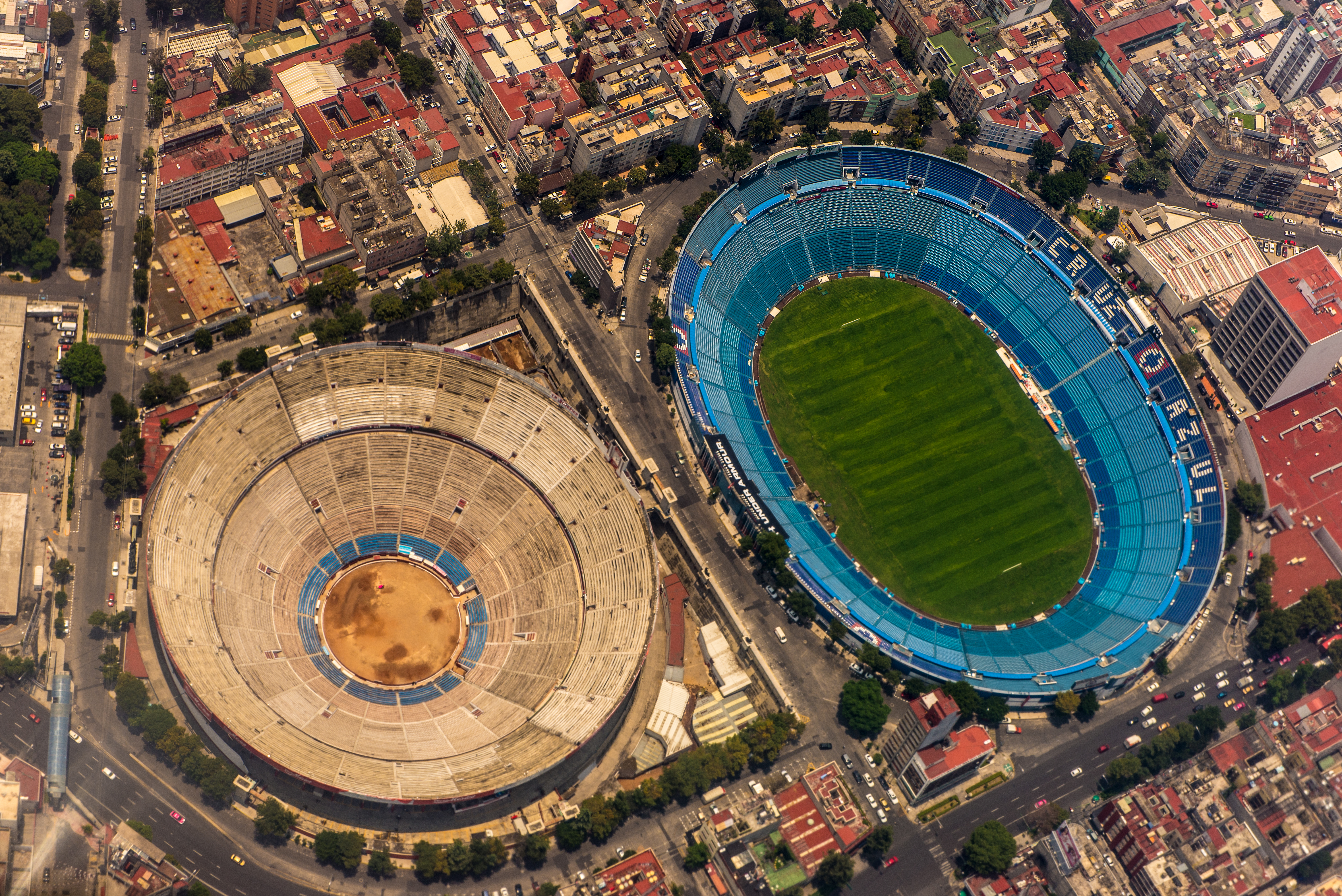
ورزشگاه استودیو آزول (راست) ورزشگاه خانگی تیم کروز آزول

## نگارخانه

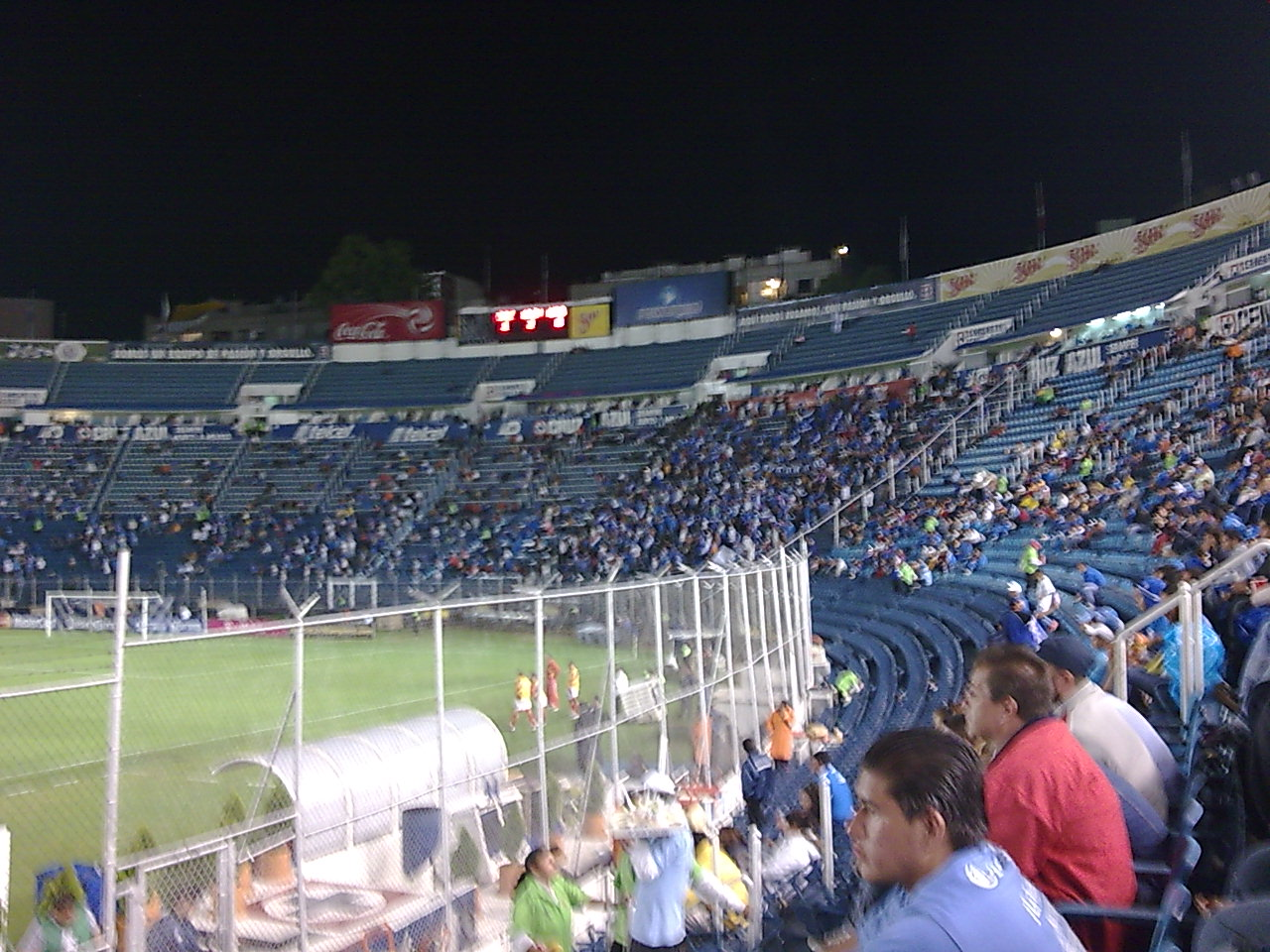
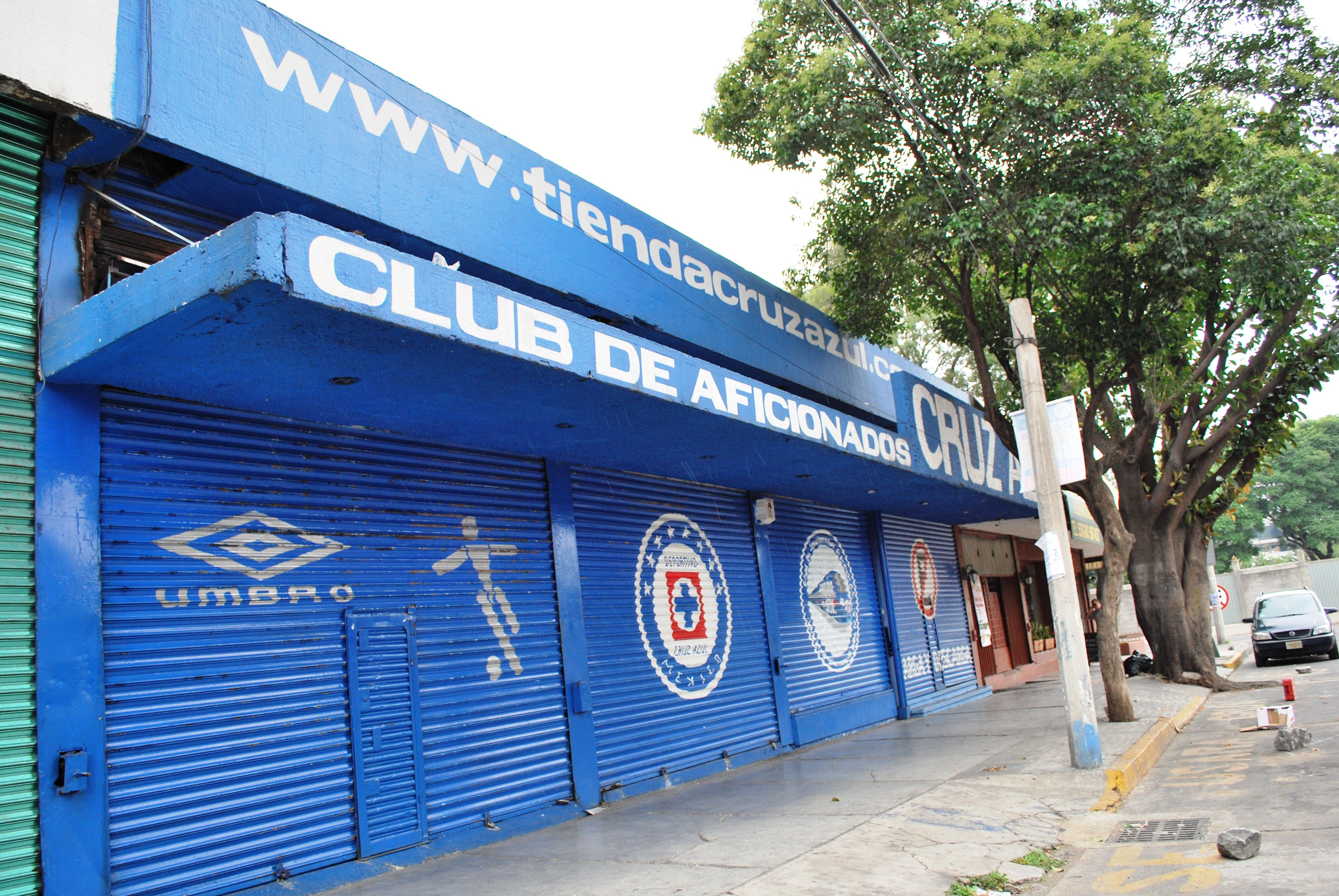
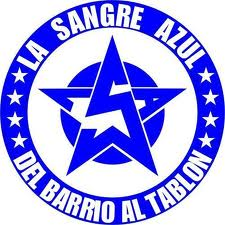